# Astiphromma dispersum
Astiphromma dispersum är en stekelart som beskrevs av Schwenke 1999. Astiphromma dispersum ingår i släktet Astiphromma och familjen brokparasitsteklar. Arten är reproducerande i Sverige. Inga underarter finns listade.